# یسنتس
یسنتس (به چکی: Jesenec) یک منطقهٔ مسکونی در جمهوری چک است که در ناحیه پروستییوو واقع شده‌است.
 یسنتس ۴٫۸۱ کیلومتر مربع مساحت و ۳۳۶ نفر جمعیت دارد و ۴۷۴ متر بالاتر از سطح دریا واقع شده‌است.